# Jan Keuning
Jan Keuning (Ee, 7 maart 1850 – Groningen, 17 augustus 1926) was een Nederlandse onderwijzer, schrijver en journalist.

## Biografie
Keuning was een zoon van de timmerman Hendrik Pieters Keuning en Elisabeth Jans Slagman uit Ternaard. Hij was gehuwd met Elisabeth Wormser, dochter van de kantoorbediende Hendrik Wormser en Magdalena Arends uit Hellendoorn.
Keuning was van 1870-1874 onderwijzer in Nijverdal. Hij stond van 1874-1884 als hoofdonderwijzer te Nieuwe Pekela als opvolger van de hoofdonderwijzer K. Nieboer. Hij richtte daar een zangvereniging op. Keuning behoorde later tot de middenstand. Na korte tijd in Gerkesklooster en Langerak te hebben gestaan, werd hij hoofd van de Christelijk Gereformeerde lagere school in Spijk. In die tijd schreef hij tientallen samenspraken en enkele historische romans. Ook richtte hij in 1893 het weekblad De Keuvelaar op, welk blad tot 1924 heeft bestaan. In dit blad streed hij voor de sociale positie van de boerenarbeider in zijn streek en leerde hij de gewone, christelijke man iets over de landspolitiek. In 1902 verhuisde hij naar Groningen en richtte zich op de journalistiek. In Groningen was hij van 1909-1911 actief lid van de gemeenteraad voor de ARP.

## Familie
Jan Keuning en zijn vrouw Elisabeth Wormser kregen zes zonen en een dochter. De twee oudste zonen overleden op jonge leeftijd. Zoon Willem Keuning is vooral bekend geworden als dichter, onder het pseudoniem Willem de Mérode. Zoon Pieter Keuning werd onderwijzer, schrijver en mededirecteur van de uitgeversmaatschappij Bosch & Keuning.